# Isla Rasa Chica
La Isla Rasa Chica es una isla pequeña ubicada en la costa centro-norte de la Provincia de Santa Cruz (Argentina). Se encuentra frente al Cabo Guardián, y a 40 kilómetros al sudoeste de Punta Medanosa, a 10 kilómetros al noreste de Punta Mercedes y a 3,15 kilómetros de la costa. Esta isla, junto con el Cabo Guardián, constituyen el límite Sur de la bahía Desvelos y norte de Bahía Laura. 
Se trata de una isla rocosa que presenta restingas en sus costas y una cubierta sedimentaria de origen eólico que conforman médanos. Las medidas aproximadas de la isla son: 1200 metros de largo máximo en sentido norte sur, y 540 metros de ancho máximo en sentido este-oeste. En torno a esta isla existen varios islotes menores. 
En esta isla existen colonias de cría de cormorán imperial (Phalacrocorax atriceps), registrándose casi 4000 parejas reproductivas a fines de la década de 1990. A partir de las colonias existentes en Cabo Guardián, la isla Rasa Chica y los islotes cercanos se han generado acumulaciones de guano  (que se estiman podrían llegar a 130 toneladas por temporada) las cuales han sido explotadas comercialmente durante las décadas de 1930 y 1940. También existen colonias reproductivas de pingüinos de Magallanes (Spheniscus magellanicus) y gaviotas cocineras (Larus dominicanus).